# Gondola (Distrikt)
Gondola ist ein Distrikt der Provinz Manica in Mosambik mit dem Hauptort Gondola. Der Distrikt grenzt im Norden an die Distrikte Báruè und Macossa sowie an den Distrikt Gorongosa (Provinz Sofala), im Westen an die Distrikte Manica und Sussundenga, im Süden an den Distrikt Sussundenga und an die Provinz Sofala (Distrikte Chibabava und Búzi) und im Osten an die Provinz Sofala (Distrikte Gorongosa und Nhamatanda). Der Distrikt umschließt den Distrikt Cidade de Chimoio, die Hauptstadt der Provinz Manica.

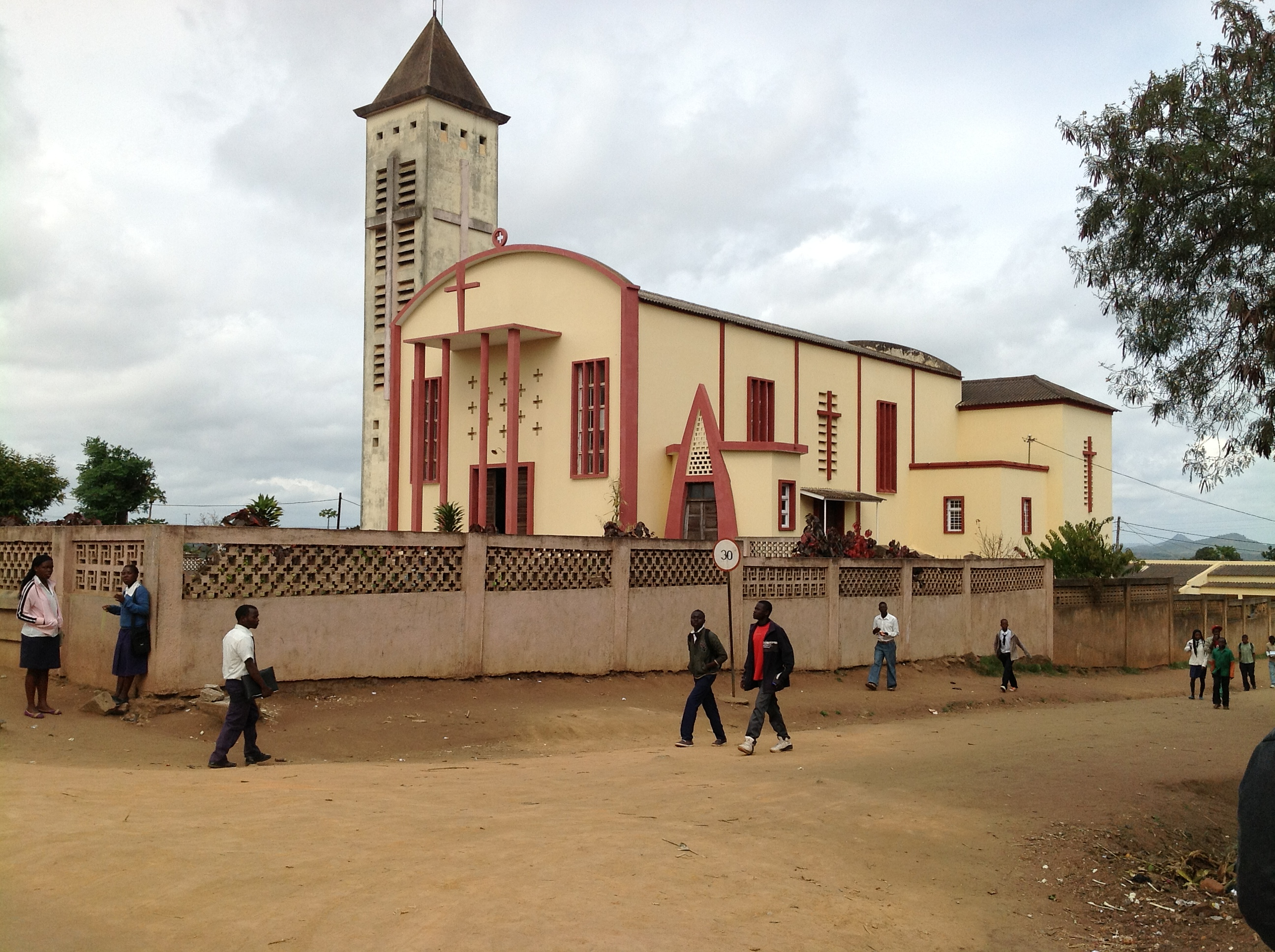
Kirche in Gondola (Stadt)

## Geographie
Bei einer Fläche von 5766 Quadratkilometer hat Gondola 310.429 Einwohner (Stand 2013). Dies ergibt die für Mosambik hohe Bevölkerungsdichte von 54 Menschen pro Quadratkilometer.
Gondola liegt in der subkontinentalen Zone und besteht aus zwei Landschaftsformen: Einerseits das präkambrische Gneisplateau mit isolierten Inselbergen, die eine Höhe von bis zu 700 Metern haben. Das Plateau hat sowohl enge, tief eingeschnittene Täler als auch breite Erosionstäler. Daneben gibt es die Ebene des Flusses Révuè im Südosten. Der zweite große Fluss ist der Pungwe, die wichtigsten Nebenflüsse sind Mussangadze, Mudzingadzi, Thôa und Muda.
Der durchschnittliche Jahresniederschlag in der Plateauzone ist mit 1000 bis 1500 Millimeter relativ hoch. Im Tiefland dagegen fallen nur 850 bis 1100 Millimeter Niederschlag. Die Regenzeit beginnt im November und dauert bis März. In den Monaten April und Oktober fallen noch Niederschläge bis 50 Millimeter, in der Trockenzeit von Mai bis September dagegen nur 20 Millimeter.

## Geschichte
Der Name Gondola leitet sich vom Namen des Teiches Gandua ab, der Nahe dem Ort Gondola liegt. Die Bedeutung des Ortes stieg durch die Entwicklung des Schienenverkehrs von Beira nach Simbabwe.

## Bevölkerung
Die Bevölkerung ist sehr jung, 18 Prozent sind jünger als fünf Jahre, 30 Prozent sind zwischen fünf und vierzehn Jahren alt. Nur 2,5 Prozent der Bevölkerung sind älter als 65 Jahre. Es gibt sehr viele Analphabeten, speziell bei älteren Frauen (Stand 2007):

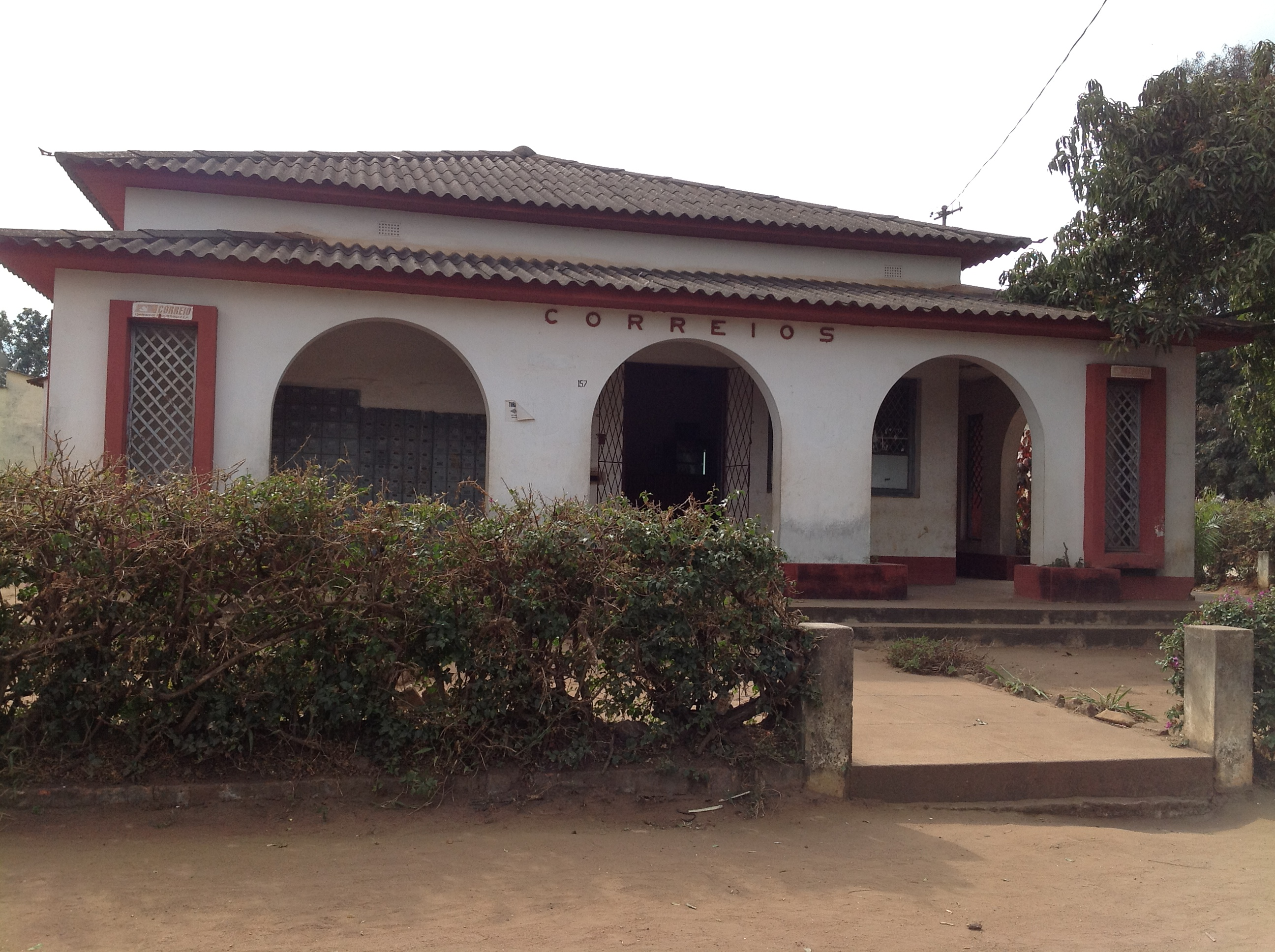
Postamt in Gondola

## Einrichtungen und Dienstleistungen
In Distrikt befinden sich (Stand 2013) 75 Grundschulen (Primárias) und 19 weiterführende Schulen (Secundárias). Von den Grundschulen sind zwei öffentliche Schulen und 73 Privatschulen, von den weiterführenden Schulen sind 16 öffentlich und drei privat.
In Gondola gibt es ein Bezirkskrankenhaus und dreizehn Gesundheitszentren.

## Verwaltungsgliederung
Der Distrikt Gondola ist in sieben Verwaltungsposten (postos administrativos) gegliedert:
- Gondola
- Amatongas
- Cafumpe
- Inchope
- Macate
- Matsinho
- Zembe[8]

## Wirtschaft und Infrastruktur
Im Jahr 2007 besaßen 67 Prozent der Haushalte ein Radio und 3 Prozent einen Fernseher, 42 Prozent besaßen ein Fahrrad und 1 Prozent ein Auto.

### Landwirtschaft
Im Jahr 2010 gab es 53.499 Bauernhöfe, die Viehzucht betrieben (vor allem Rinder und Geflügel) und 50.410, die Grundnahrungsmittel anbauten. Etwa 30 Prozent der Betriebe befinden sich im Besitz von Behörden, 70 Prozent sind in Familienbesitz. Diese werden von drei oder mehr Familienmitgliedern bewirtschaftet, davon sind 38 % Kinder unter zehn Jahren. Hauptsächlich angebaut werden Erdnüsse, Süßkartoffeln, Bohnen, Maniok, Mais, Sorghumhirse und Reis.
| Hier fehlt eine Grafik, die leider im Moment aus technischen Gründen nicht angezeigt werden kann. Wir arbeiten daran! | Hier fehlt eine Grafik, die leider im Moment aus technischen Gründen nicht angezeigt werden kann. Wir arbeiten daran! |

Das Familieneinkommen wird oftmals durch den Verkauf von Holz, Brennholz, Schilf und Holzkohle, sowie aus Jagd-, Fischerei-Erträgen und durch Handwerkstätigkeiten aufgebessert.

### Bodenschätze
Der Distrikt besitzt an Bodenschätzen Messing, Titan, Ton, Glimmer, Korund und Zinn.

### Verkehr
- Flughafen: Gondola verfügt über lokale Flugverbindungen vom Flughafen Chimoio.[14]
- Eisenbahn: Der Distrikt liegt an der Bahnlinie von Beira nach Simbabwe.
- Straße: Durch den Südosten des Landes führt die Nationalstraße EN 1, diese kreuzt sich dort auch mit der Nationalstraße EN 6, die nach Chimoio führt.[15]

| Lage                     | Länge (km) | Name          | Zustand |
| ------------------------ | ---------- | ------------- | ------- |
| Inchope/Mutindir         | 45         | EN 1          | Asphalt |
| Inchope/Bwenaronga       | 85         | EN 6          | Erde    |
| Cruz/Bengo–Púnguè        | 42         | EN 6          | Erde    |
| Aeroporto/Rio Revuè      | 21         | EN 216        | Erde    |
| Cruz/Mafor/Rio Púnguè    | 50         | EN 215 / EN 6 |         |
| Cruz/Quedas              | 55         | EN 434 / EN 6 |         |
| Rom/Matsi                | 29         | ER 435        |         |
| Cruz/Inf/Cafumpe/Mandole | 43         | EN 6          |         |
| Cruz/Incho/Mutipa        | 15         | EN 6          | Erde    |